# Barbara Lawrence
Barbara Jo Lawrence (* 24. Februar 1930 in Carnegie, Oklahoma; † 13. November 2013 in Los Angeles, Kalifornien) war eine US-amerikanische Schauspielerin.

## Leben und Karriere
Barbara Lawrence war bereits seit ihrer Kindheit ein Fotomodell und schaffte früh den Sprung ins Filmgeschäft. Noch vor ihrer Volljährigkeit erhielt sie einen Studiovertrag bei 20th Century Fox. Hier erhielt sie schnell größere Nebenrollen in Filmen wie Preston Sturges’ Komödie Die Ungetreue (1948) oder Joseph L. Mankiewicz’ Drama Ein Brief an drei Frauen (1949). Nebenbei studierte sie an der University of California. In vielen ihrer Filme spielte sie die beste Freundin der Hauptdarstellerin, manchmal aber auch deren Rivalin um die Liebe eines Mannes.
Zumindest zeitweise wurde Lawrence als potenzieller Hollywood-Star gehandelt, wenngleich ihr der ganz große Durchbruch nie gelang. In den meisten ihrer Filme blieb sie Nebendarstellerin. Anfang der 1950er-Jahre drehte sie für Universal Studios, Columbia Pictures und Metro-Goldwyn-Mayer jeweils Filme. In den 1950er-Jahren war sie unter anderem in dem 3D-Film Arena und als Gertie Cummings in dem in ihrem Heimatbundestaat spielenden Musicalfilm Oklahoma! zu sehen, letzterer Streifen ist heute wohl einer ihrer bekanntesten. Im Verlaufe dieser Zeit verlegte Lawrence ihren Fokus zusehends auf die Fernseharbeit. Ihre letzten Kinofilme kamen im Jahr 1957 in die Kinos, darunter der später als Kultfilm gesehene Science-Fiction-Film Kronos, in dem sie neben Jeff Morrow die weibliche Hauptrolle innehatte. Anschließend folgten noch bis zu ihrem endgültigen Rückzug ins Privatleben einige Gastrollen im US-Fernsehen.
Lawrence war dreimal verheiratet, darunter in erster Ehe von 1947 bis 1949 mit dem Schauspieler Jeffrey Stone, aber alle drei Ehen wurden geschieden. Sie hatte aus ihren beiden späteren Ehen insgesamt vier Kinder. Nach ihrer Schauspielkarriere arbeitete Lawrence als Autorin, Publizistin und Immobilienmaklerin. Sie starb im November 2013 im Alter von 83 Jahren an Nierenversagen. Ihr ist ein Stern auf dem Hollywood Walk of Fame in der Kategorie Fernsehen gewidmet.

## Filmografie (Auswahl)
- 1945: Diamond Horseshoe
- 1946: Margie
- 1947: Der Hauptmann von Kastilien (Captain from Castile)
- 1948: Die Ungetreue (Unfaithfully Yours)
- 1948: Straße ohne Namen (The Street with No Name)
- 1949: Der Liebesprofessor (Mother Is a Freshman)
- 1949: Ein Brief an drei Frauen (A Letter to Three Wives)
- 1949: Gefahr in Frisco (Thieves’ Highway)
- 1950: Verliebt, verlobt, verheiratet (Peggy)
- 1951: Drei Frauen erobern New York (Two Tickets to Broadway)
- 1952: The Star
- 1953: Arena
- 1953–1956: Four Star Playhouse (Fernsehserie, vier Folgen)
- 1954: Ihre zwölf Männer (Her Twelve Men)
- 1955: Der Einzelgänger (Man with the Gun)
- 1955: Oklahoma!
- 1957: Kronos
- 1957: Ein Toter kommt zurück (Joe Dakota)
- 1957: Des Teufels Lohn (Man in the Shadow)
- 1958–1962: Perry Mason (Fernsehserie, vier Folgen)
- 1960: Bonanza (Fernsehserie, Folge The Abduction)
- 1962: The Tall Men (Fernsehserie, Folge Trial by Fury)